# Ringorrango
Ringorrango es una banda del género Folklore formada en el año 2011. Son conocidos por introducir en el mundo del folklore un nuevo modo de interpretar la música tradicional desde un máximo respeto a las fuentes y los informantes, logrando que su primer trabajo discográfico "Folklore Histérico" estuviera en la lista de los mejores discos según la revista Diariofolk de 2014. Han publicado cuatro álbumes apareciendo tanto en programas de radio de música tradicional española como en programas televisivos específicos.
Han participado en festivales de gran relevancia en la península ibérica como Demandafolk, Folk Pozoblanco, Zamora Folk, Planeta Folk, Folk Segovia y L Burro i l gueiteiro. También han participado en Documentales dedicados a la música tradicional como La música Ibérica queriéndose a sí misma y ¡FOLK! Una mirada a la música tradicional.
Musicalmente han colaborado con grandes artistas del folklore nacional como Eliseo Parra, Carlos Núñez Muñoz, Jambrina y Madrid y Grupo Mayalde.

## Historia
Ringorrango es una formación musical que nace en Zamora, en 2011, de la unión de una salmantina, dos vallisoletanas, un cacereño y dos zamoranos. El interés común por el folklore, la música tradicional y el divertimento fue el caldo de cultivo para crear el grupo, con el fin de interpretar repertorio melódico peninsular.
La explosión de sonido a partir de la voz como el principal instrumento y la percusión como soporte, generando todo un entramado chamarilero de cachivaches musicales populares, conforman el universo sonoro de Ringorrango. A lo que hay que añadir una peculiar puesta en escena, joven y diferente, alejada de los prototipos convencionales del folk.

## Discografía
- Folklore Histérico (2013)[7]
- Ecléctico (2016)[8]
- Manojito de cantares (2019)[9]
- Bailarás en mi verbena (2024)[10]

### Temas

#### Folklore Histérico
- Coupage de olivas
- Ricasenda
- De Estremera a Navalespino
- Alba&Aliste
- Sones Brincaos
- Os amores olvidados
- Ajecharro
- Motilleja
- Arbas
- Corridos Maragatos
- Seguidilla
- ¡Al baile!
- Arrollo de la Luz

#### Ecléctico
- Vayan bailando
- Sarteneras
- Jota&Brincao
- Ecléctico
- Bailes Vaqueiros
- A tu puerta me tienes
- Maragata
- Lebrija
- J#4
- Lagartera
- Arratia
- Siempre va mala
- El marinero

#### Manojito de Cantares
- Pino
- Flores
- Saldiguera
- Trigo
- Ramo
- Sandía
- Rosa
- Verbena
- Geranio
- Romero

#### Bailarás en mi Verbena
- Bailarás en mi Verbena
- Adufe
- Rueda de la fortuna
- Corporales
- Jotas de Arbas
- Desafío
- Sulimán para matarte
- Carballeda
- Bailes maragatos
- Vidal trasmonte
- Lubian

### Sencillos
- Gloria al recién nacido (2019)
- Al portal de Belén (2019)

### Colaboraciones
- Motilleja (con Jambrina y Madrid, 2013)
- Participación con Eliseo Parra en el Festival Benéfico Virgen de la Concha en Zamora (2013)
- Participación con Carlos Núñez Muñoz en el Teatro Principal de Zamora (2015)
- Arratia (con Dabi Arbaiza a la Alboka, 2016)
- Participación con El Nido en la XXXI Muestra de Folklore de Zamora  (2024)

## Reconocimientos y méritos
- Lista de los mejores discos de 2014 según la revista especializada Diariofolk
- Programa Radio 3"La Tarataña"
- Programa "Con la música a todas partes" Televisión Castilla y León